# Чернявська Ольга Михайлівна
Ольга Михайлівна Чернявська (рос. Ольга Михайловна Чернявская; дошлюбне прізвище — Давидова (рос. Давыдова), пізніше — Бурова (рос. Бурова); нар. 17 вересня 1963) — радянська та російська легкоатлетка, яка спеціалізувалася на метанні диску.
На внутрішніх змаганнях в СРСР (пізніше — Росії) представляла Волгоград та Ставрополь.

## Спортивні досягнення
Дворазова фіналістка олімпійських змагань з метання диска — 5-е місце у 1992 та 6-е міце у 1996. Брала участь в олімпійських змаганнях дискоболок у 2004, проте не змогла подолати кваліфікаційний раунд.
Чемпіонка світу з метання диска (1993). Бронзова призерка чемпіонату світу з метання диска (1995).
Була 5-ю на Кубку світу в метанні диска (1989).
Срібна призерка чемпіонату Європи з метання диска (1990). Фіналістка (5-е місце) у цій дисципліні на наступному чемпіонаті Європи (1994).
Була другою в метанні диска на Кубку Європи (1996).
Переможниця (2003) та бронзова призерка (2004) в командному заліку Кубків Європи з метань.
Чемпіонка СРСР (1989, 1990) та Росії (1994, 2002) з метання диска. Зимова чемпіонка СРСР (1988, 1989) та Росії (2000) з метання диска.
Срібна призерка чемпіонатів Росії з метання диска (1993, 1996, 2003). Срібна призерка зимових чемпіонатів Росії з метань (2002, 2003).
Бронзова призерка чемпіонатів СНД (1992) та Росії (1998, 2004, 2006) з метання диска. Бронзова призерка зимових чемпіонатів Росії з метань (2001, 2005).

## Визнання
- Майстер спорту СРСР міжнародного класу (1989)
- Заслужений майстер спорту Росії (1993)